# Суворов, Прохор Игнатьевич
Про́хор Игна́тьевич Суво́ров (1750, Осташков — 1815, Москва) — ординарный профессор чистой математики в Московском университете.

## Биография
Родился в 1750 году в Осташкове в семье священника, протоиерея Осташковского Троицкого собора Игнатия Петровича Суворова. С 1758 года по 1765 год обучался в Тверской семинарии. Примерно в это время появился проект учредить в Москве высшее духовно-учебное заведение и, в целях обучения для него преподавателей, синоду, от имени императрицы Екатерины II объявили: «Из обучающихся в семинарии учеников, которые дошли уже до риторики и, превосходя других честным поведением, с тем вместе подают хорошую надежду своими способностями, избрать десять человек для отправления их в Англию, чтобы они в университетах Оксфордском и Кембриджском могли научиться высшим наукам на пользу государства». 15-летний Суворов попал в число этих 10 человек как лучший ученик Тверской семинарии.
Из Твери он отправлен в Петербург, а оттуда 11 ноября 1765 года в Англию вместе с остальными избранниками. Из-за недостаточной подготовки к изучению университетских предметов Суворов не сразу приступил к занятиям — сказались плохое знание латыни, на которой преподавалась бо́льшая часть наук, и абсолютное незнание английского языка, на котором также читались некоторые предметы. Суворов преодолел эти препятствия, начал учить юриспруденцию, философию, историю, богословие, древнееврейский язык, а также новые языки — французский и греческий (под руководством члена королевской коллегии, магистра наук Иоганна Стобса). В Оксфорде вступил в масонскую ложу. По отзывам английских учёных, Суворов почитался в Оксфорде «между искуснейшими математиками и алгебраистами»; ряд его трудов был издан в Англии.
Время возвращения Суворова с товарищами в Россию неизвестно. Синод, по отправлении их в Англию, на долгое время забыл о них и только случайное обстоятельство в 1780 году — запрос о них со стороны сената, из-за необходимости выдать кому-то справку, заставило синод заинтересоваться судьбой Суворова и других избранников через 15 лет после их отправления в Англию. Розыск в делах коллегии иностранных дел показал, что Суворов в 1775 году окончил курс в Оксфордском университете, удостоен звания действительного магистра наук и возвратился в Россию, где 9 октября 1775 года был определён учителем в Морской кадетский корпус.
В дальнейшем «разыскан» и сам Суворов, действительно служивший в названном корпусе преподавателем многих предметов — математики, латинского языка, мифологии, английского языка и словесности. В 1783 году Суворов был пожалован в премьер-майоры и назначен помощником инспектора корпуса, а в марте 1794 года — инспектором. За время пребывания в корпусе Суворов и преподаватель Василий Никитин написали «Тригонометрию плоскую и сферическую», напечатанную в 1787 году (в Петербурге; переведена на английский язык и издана в Лондоне), и «Евклидовы стихии, в 15 книгах состоящие» (СПб., 1789). В 1794 году опубликовано его «Слово на всерадостное торжество мира между Российской империей и Оттоманскою Портою, 2 сентября 1793 года», произнесённое им, видимо, в виде речи на официальном торжестве в корпусе, поэтому, по обычаю времени, «преданное тиснению».
24 марта 1795 года Суворов вышел в отставку, но в октябре 1798 года возвратился на службу, поступив преподавателем английского языка в Черноморское штурманское училище в Николаеве. Занятия с учениками подтолкнули его написать «Разговоры английские и российские, разделенные на 30 уроков, для употребления юношеству и всем начинающим учиться сему языку» (Николаев, 1803).
За год до этого в Николаеве напечатана другая его официально-торжественная речь: «Слово на празднество всерадостнейшего коронования Государя Императора Александра Павловича, бывшего в Черноморском штурманском училище октября 1801 года». Последние годы службы в Николаеве Суворов, помимо обычных занятий, управлял типографией училища и был смотрителем зданий. В 1803 году он вторично вышел в отставку по состоянию здоровья с полным пансионом. Жил в Николаеве до 1810 года, когда (2 июня) по просьбе попечителя П. И. Голенищева-Кутузова был «именным указом» назначен ординарным профессором чистой математики Московского университета с сохранением пенсии. Преподавание престарелого Суворова вызвало серьёзные нарекания студентов, и желание восполнить пробелы в образовании было одной из причин создания первого студенческого научного общества в Московском университете — Московского общества математиков. Числился в штате Московского университета до 1814 года, хотя после Отечественной войны лекций уже не возобновлял.
Был награждён орденом Св. Владимира 4-й степени (1785).

## Комментарии
1. ↑  Эта книга примечательна тем, что в ней, по-видимому, впервые, была предпринята попытка заменить греко-латинскую геометрическую терминологию на славяно-русскую. Некоторая часть изобретённых терминов удачна, например вместо «теорема» — задание, вместо «пункт» — точка; остальные громоздки и неудобны в произношении.